# قانون القيمة
إن قانون القيمة (بالألمانية: Wertgesetz) هو مفهوم مركزي في نقد كارل ماركس للاقتصاد السياسي، وقد شرحه أول مرة في كتابه الجدالي ضد بيير جوزيف برودون بؤس الفلسفة (1847)، مع الإشارة إلى علم اقتصاد ديفيد ريكاردو. بشكل عام، فإنه يشير إلى مبدأ  لتنظيم التبادل الاقتصادي لمنتجات عمل البشر: نسبة الصرف القيم من تلك المنتجات المتداولة، عادة ما يعبر عنها بواسطة سعر نقدي، تتناسب مع متوسط كميات زمن العمل البشري الضروري اجتماعيا حاليا لإنتاجها.
وهكذا فإن تقلب قيمة المبادلة من السلع (المنتجات التي يمكن تبادلها) ينظم قيمتها، حيث يتم تحديد قيمتها بحسب متوسط كمية العمل البشري الذي هو حاليا الضروري اجتماعيا لإنتاجها (راجع نظريات قيمة العمل وقيمة النموذج). في حد ذاتها، هذه نظرية بسيطة إلى حد ما، وتبدو منطقية  للعديد من العمال. إلا أن التنظير حول أبعادها، ومع ذلك، مهمة أكثر تعقيدا؛ لقد شغل ذلك ماركس لأكثر من عقدين من الزمن.
عندما تحدث ماركس عن «علاقات القيمة» أو «نسب القيمة» (بالألمانية: Wertverhältnisse)، فإنه لم يعن «المال» أو «السعر». بدلا من ذلك، كان يقصد نسب القيمة بين منتجات العمل البشري. ويمكن التعبير عن هذه العلاقات بالتكاليف النسبية لاستبدال المنتجات، بساعات العمل. وكلما زادت كمية العمل اللازمة لإنتاج المنتج، كلما زادت قيمته، والعكس بالعكس كلما قلت كمية العمل اللازمة لإنتاج المنتج، قلت قيمته. أسعار المال هي في أفضل الأحوال تعبير أو انعكاس لعلاقات القيمة عند ماركس - دقيقة كانت أو غير دقيقة للغاية. يمكن مبادلة المنتجات بأكثر أو أقل من قيمتها في السوق التبادل، وبعض الأسعار لا علاقة لها بالمرة بقيم المنتج على الإطلاق (بنظر ماركس)، لأنها تشير إلى أشياء قابلة للتداول والتي لا يتم إنتاجها أو إعادة إنتاجها بانتظام بواسطة العمل البشري، أو لأنها لا تشير إلا إلى المطالب المتعلقة بالأصول المالية.

## وضع نظريات قيمة منتجات العمل
غالبًا ما يُعادل «قانون القيمة» بـ «نظرية العمل للقيمة»، ولكن هذا تحديدًا خاطئ، وذلك لخمسة أسباب.
- ينص قانون القيمة فقط على مبدأ تنظيمي عام حول العلاقة الضرورية والحتمية بين القيم التجارية للسلع، والمتوسط الاجتماعي لوقت العمل المطلوب لإمدادها. إنه ببساطة قانون يحكم تبادل السلع الأساسية.
- تهدف نظرية العمل للقيمة في علم الاقتصاد إلى شرح كيفية عمل هذا التصميم في الواقع، وأنواع العلاقات السببية التي ينطوي عليها، وكيف يتفاعل قانون القيمة مع القوانين الاقتصادية الأخرى، وما إلى ذلك.
- بالنسبة لماركس نفسه، أشارت «نظرية العمل للقيمة» فقط إلى نظرية القيمة التي يؤيدها بعض الاقتصاديين السياسيين الكلاسيكيين من وليام بيتي إلى ديفيد ريكاردو، الذين اعتبروا العمل البشري هو الجوهر الحقيقي لقيمة المنتج.
- نظرية القيمة التي يتبناها ماركس ليست نظرية لكل القيم، بل إنها نظرية تتعلق فقط بنظام القيمة المرتبط بإنتاج السلع الأساسية وتجارة السلع الأساسية.
- لم يشر ماركس أبدًا إلى نظريته الخاصة على أنها «نظرية العمل للقيمة»؛[4] كان انتقاده الخاص للاقتصاديين السياسيين، أنهم فشلوا جميعًا في التفسير بشكلٍ مرضٍ لكيفية تحديد قيمة المنتج من خلال وقت العمل -افترضوا ذلك، لكنهم لم يشرحوا ذلك بثبات. وعلى ذلك اعتبر ماركس نفسه في كثير من الأحيان أنه يُكمل نظرية كانت موجودة بالفعل لفترة طويلة، ولكن لم تُقدم بثبات من قبل.[5]

ومع ذلك، في التقاليد الماركسية، يُطلق على نظرية ماركس لقيمة المنتج وصفًا متعارفًا عليه «نظرية العمل للقيمة» -في حين يستمر الجدال حول مدى اختلاف نظرية ماركس فعليًا عن نظرية الاقتصاديين السياسيين الكلاسيكيين.

### مرجعية الذهب
في كتاب رأس المال، يفكر ماركس عادةً في كمية العمل التي تحدد قيمة المنتج كنسبة بين متوسط مقدار وقت العمل المطلوب لإنتاج سلعة قابلة لإعادة الإنتاج، ومتوسط كمية العمل المطلوبة لإنتاج وحدة من الذهب (انظر أيضًا معيار الذهب). بالفعل في عام 1844، قبل وقت طويل من كتابته لكتاب رأس المال، كان ماركس شديد الوعي بالنقود الائتمانية. في حين أن «النقود السلعية» (العملات المعدنية والسبائك) لعبت دورًا هامًا في المراحل الأولى من التطور الرأسمالي، فإن نمو أسواق رأس المال المتكاملة يعني زيادة استخدام النقود الائتمانية. شعر ماركس بأن الافتراض الأولي للنقود الذهبية كمعيار للقيمة كان مبررًا في تحليل العلاقات الرأسمالية بين الإنتاج والتوزيع. وهكذا، على النحو التالي:
X  كمية المنتج =  Yكمية لمتوسط ساعات العمل =  Zكمية النقود الذهبية
تتلخص فكرة ماركس فعليًا في أن قيمة المنتجات المتداولة هي «التعبير الموضوعي» للتقييم الاجتماعي الحالي للعمالة البشرية المُقحمة في إنتاجها. بالنسبة لماركس، فإن العمل نفسه ليس له قيمة في المجتمع البرجوازي، بل له ثمن فقط. إن نتائج العمل البشري هي وحدها التي لها قيمة؛ يجب أن يتجسد العمل في نوع من الأشياء ذات القيمة، ويمكن أن تكون مملوكة بسعر أو رسم. أهمية العمل هي قدرته على الحفاظ على قيمة رأس المال، وزيادة القيمة الموجودة بالفعل، وخلق قيمة جديدة كليًا. كيفية نظر أي فرد إلى منتج معين لا تغير ذلك التقييم الاجتماعي على الإطلاق؛ إنها ببساطة «حقيقة اجتماعية» بنفس الطريقة التي تعتبر بها «حالة السوق» حقيقة اجتماعية، على الرغم من إمكانية تداول منتجات معينة في أي وقت بأسعار أعلى أو أقل من قيمتها المحددة اجتماعيًا.
أدرك ماركس جيدًا أن افتراض النقود الذهبية كان تبسيطًا -قد لا تكون هناك أيّ علاقة مستقرة بين مستويات الأسعار، ومتوسط قيم السلع الأساسية، وكميات الذهب- لكنه اعتبر الافتراض مفيدًا في شرح قوانين الحركة الأساسية (بالألمانية: Bewegungsgesetze) من نمط الإنتاج الرأسمالي «في المتوسط المثالي».

### إضفاء الطابع الرسمي
في حين استخدم ماركس مفهوم قانون القيمة في أعماله أسس نقد الاقتصاد السياسي-جرندريسه، مساهمة في نقد الاقتصاد السياسي، نظريات فائض القيمة ورأس المال، إلا أنه لم يُشكّل صراحة معناه الكامل بالاتجاه الرياضي، وبالتالي فإن الكيفية التي ينبغي أن يُعرّف بها على وجه التحديد يظل إلى حد ما موضوعًا مثيرًا للجدل في الاقتصاد الماركسي. يختلف خبراء اقتصاديون عدّة حول كيفية فهم التناسب بين قيمة التبادل ووقت العمل رياضياً أو كيفية صياغته، وحول المقاييس الملائمة.
تكمن وراء هذه المناقشة أسئلة مفاهيمية صعبة حول كيفية فهم العلاقات السببية في الاقتصاد بين نسبية الأسعار ووقت العمل. كان تحليل ماركس للقيمة جدليًا، بمعنى أنه يعتقد أن ظواهر القيمة يمكن فهمها ديناميكيًا وشموليًا وعلاقيًا فقط، لكنه لم يوضح جميع الآثار المفاهيمية والكمية والمنطقية لموقفه بدقة كبيرة. ولا تزال المناقشة الأكاديمية حول هذه الآثار مستمرة حتى اليوم.

## التعريف الأساسي للمفهوم

### العرض والطلب
الطلب الزائد يمكن أن يرفع أسعار المنتجات المتداولة، ويمكن أن يؤدي العرض الفائض إلى خفضها؛ ولكن إذا كان العرض والطلب متوازنين نسبيًا، فإن السؤال الذي يطرح نفسه هو ما الذي ينظم نسب الصرف المستقرة (أو متوسط مستويات الأسعار) للمنتجات المتداولة في هذه الحالة، وهذا ما يهدف قانون القيمة إلى تفسيره. وفقًا لقانون القيمة، تعكس نسب التداول لمختلف أنواع المنتجات هيكل تكلفة حقيقي للإنتاج، ويُقلل هيكل التكلفة هذا في نهاية المطاف إلى متوسط الكميات الاجتماعية لوقت العمل البشري المطلوب لإنتاج سلع وخدمات مختلفة.[بحاجة لمصدر]

### هياكل التكلفة وهياكل الأسعار
ببساطة، إذا استغرق المنتج A 100 ساعة من العمل البشري لإنتاجه بالمجمل، والمنتج B يستغرق 5 ساعات للإنتاج، فإن نسبة التداول العادية من A وB سوف تنجذب إلى نسبة بنحو 1:20 (واحد من A يساوي 20 من B)، لأن A تساوي أكثر بكثير من B. وعلاوة على ذلك، إذا تم دمج A وB واستخدامهما لصنع المنتج C في 40 ساعة، فمن المرجح أن يساوي المنتج C ما يعادل نحو 145 ساعة من العمل البشري بالمجمل، بما في ذلك العمل الفعلي لتصنيع المنتج C. ولهذا السبب، فإن معظم تجارة المنتجات في السوق تكون منتظمة ويمكن التنبؤ بها إلى حد كبير فيما يتعلق بمستويات الأسعار، بدلًا من الفوضى والتعسفيّة. وفقاً لماركس، فإن تحركات الأسعار لم تكن عشوائية أو تعسفية أو فوضوية فحسب، بل كانت محكومة بقوانين سببية كانت تحدّ من تقلب الأسعار.
يشير مفهوم هيكل التكلفة إلى مدخلات العمل الحالية (المباشرة وغير المباشرة) المطلوبة لصناعة منتج، مُنعكسةً في مستوى سعره. يشير مفهوم هيكل السعر إلى حقيقة أن الأسعار نادرًا ما توجد، أو تتغير، في عزلة؛ عوضًا عن ذلك، فإن مستويات الأسعار تتداخل مع مستويات أسعار أخرى، بحيث إذا تغيرت بعض الأسعار، سيبدأ الكثير من الأسعار الأخرى في التغير أيضًا -ما يؤدي إلى تغّير في التقييم عبر الاقتصاد. فالهيكل موجود إذا كانت هناك علاقة مستقرة إلى حد ما عبر الزمن بين مستويات الأسعار المتداخلة. يقول ماركس أن هياكل التكلفة وهياكل الأسعار للمنتجات، بشكل عام، يحدّدها قانون القيمة.

## حواشي
1. ↑  See Marx, The Poverty of Philosophy, chapter 1 part 2  where Marx refers to Proudhon's own "law of value" and chapter 3, titled "Application of the Law of the Proportionality of Value". نسخة محفوظة 24 أغسطس 2017 على موقع واي باك مشين.
2. ↑  Karl Marx, Capital, Volume I, Penguin, pp. 676–77; Marx, Capital, Volume III, Penguin ed., p. 522. نسخة محفوظة 2 يوليو 2019 على موقع واي باك مشين.